# Địa lý Andorra
Andorra là một quốc gia nhỏ không giáp biển nằm ở Tây Nam châu Âu, phía đông dãy núi Pyrenees và giáp với Tây Ban Nha và Pháp. Có diện tích 468 km², đây là quốc gia nhỏ thứ sáu ở châu Âu và cũng là quốc gia lớn nhất trong số các tiểu quốc châu Âu.
Đất nước bao gồm chủ yếu là những ngọn núi gồ ghề, cao nhất là Coma Pedrosa với 2.942 mét (9.652 ft), độ cao trung bình của Andorra là 1.996 mét (6.549 ft). Lãnh thổ bị chia cắt bởi ba thung lũng hẹp hình chữ Y hợp lại thành một dòng chính là sông Gran Valira, ra bên ngoài đến Tây Ban Nha (tại điểm thấp nhất của Andorra là 840 m hay 2.756 ft).
Khí hậu của Andorra tương tự như khí hậu ôn đới của các nước láng giềng, nhưng độ cao cao hơn có nghĩa là thường có nhiều tuyết hơn vào mùa đông, độ ẩm thấp hơn và mát hơn một chút vào mùa hè. Trung bình có 300 ngày nắng trong năm.
Về mặt địa lý thực vật, Andorra thuộc Châu Âu Đại Tây Dương của Vùng Circumboreal trong Vương quốc Boreal. Theo WWF, lãnh thổ Andorra thuộc vùng sinh thái rừng lá kim và rừng hỗn hợp Pyrenees.
Sạt lở đất và tuyết lở là những mối nguy hiểm tự nhiên chủ yếu. Thường xuyên có động đất dưới 2 độ Richter. Không có ghi chép lịch sử về bất kỳ trận động đất gây thiệt hại nào ở Andorra, nhưng chính phủ Andorra đã có những nghiên cứu khả năng xảy ra trận động đất trong tương lai.

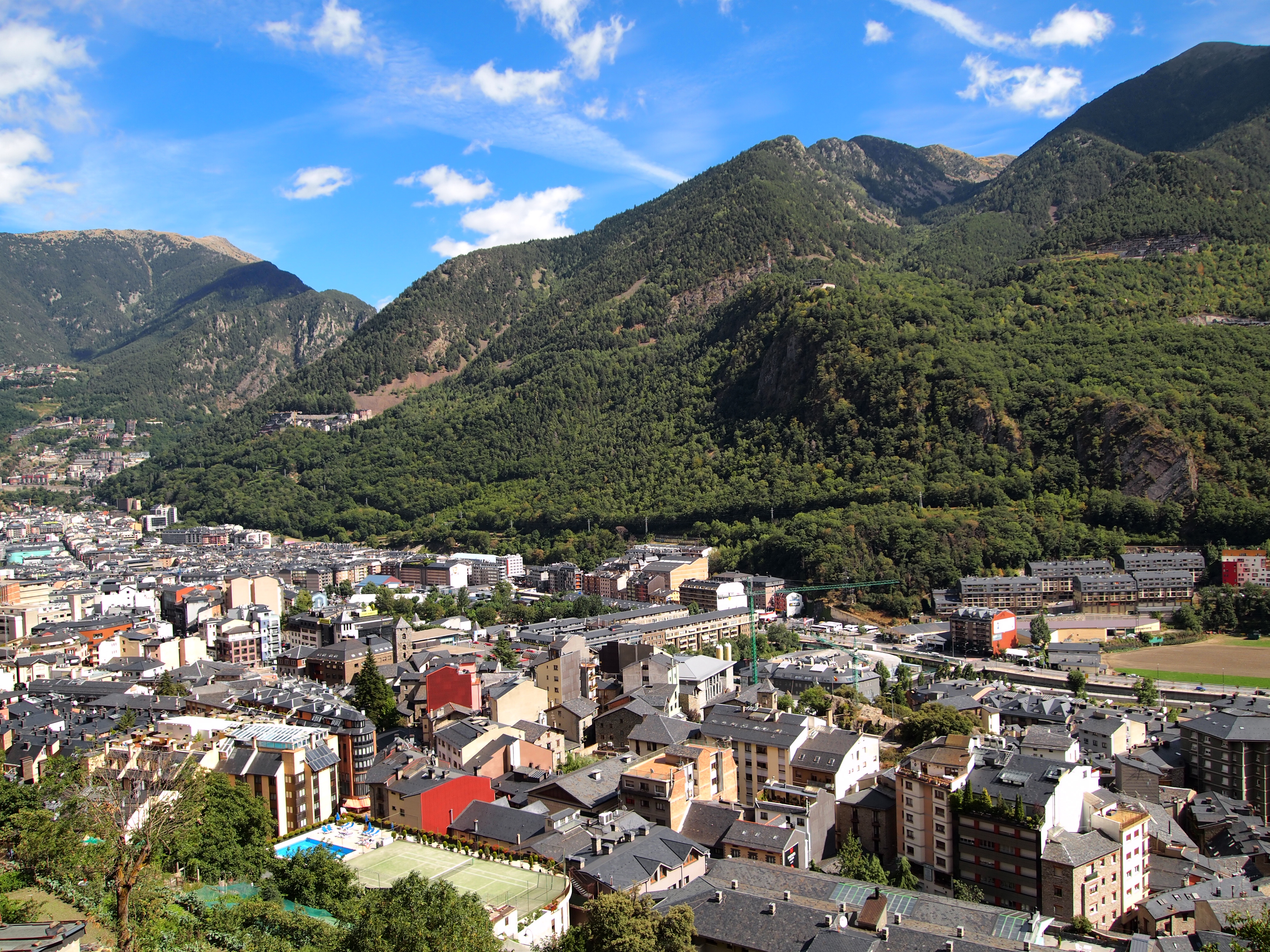
Quang cảnh Andorra la Vella với những ngọn núi